# جونيور همينغواي
جونيور همينغواي (بالإنجليزية: Junior Hemingway)‏ هو لاعب كرة قدم أمريكية أمريكي، ولد في 27 ديسمبر 1988 في كونواي في الولايات المتحدة.

## وصلات خارجية
- جونيور همينغواي على موقع مرجع كرة القدم المحترفة.كوم (الإنجليزية)